# Aras Bulut İynemli
Aras Bulut İynemli (ur. 25 sierpnia 1990 w Stambule) – turecki aktor. Najbardziej znany z roli księcia Bajazyda w popularnym serialu Wspaniałe stulecie.

## Życiorys
Urodził się w Stambule. Pochodzi z aktorskiej rodziny. Ma brata Orçuna İynemliego, aktora, i siostrę Yeşim İynemli, prezenterkę telewizyjną. 
Po odegraniu roli w 2-3 reklamach, w 2010 Aras wystąpił w serialu dramatycznym Kiedyś nadejdzie taki czas (tur. Öyle Bir Geçer Zaman Ki). Wcześniej pracował także w dramacie Niebezpieczne ulice (tur. Arka Sokaklar), ale zwolnił się po pierwszym odcinku, ponieważ musiał ukończyć edukację inżyniera lotnictwa. Zdobył ÖSS (egzamin SAT w Turcji) jako jeden z pierwszych 100 studentów. Studiował na Uniwersytecie Technicznym w Stambule
W 2011, gdy miał 20 lat, otrzymał nagrodę na Festiwalu Filmowym w Antalyi. W 2013 wystąpił w filmie azerbejdżańsko-tureckim Mahmut i Meryem, na podstawie powieści Elçina Efendiyeva. 
Wziął udział w reklamowych i był twarzą wielu marek. W 2018 został wybrany mężczyzną roku przez turecką edycję magazynu „GQ”.

## Filmografia
| Lata emisji | Tytuł polski                | Oryginalny tytuł         | Odgrywana rola             |
| ----------- | --------------------------- | ------------------------ | -------------------------- |
| 2009        | Niebezpieczne ulice         | Arka Sokaklar            | Şeref                      |
| 2010        | Kolka                       | Sancı                    | Başrol                     |
| 2010–2013   | Kiedyś nadejdzie taki czas  | Öyle Bir Geçer Zaman Ki  | Mete Akarsu                |
| 2013        | Mahmut i Meryem             | Mahmut ile Meryem        | Mahmut                     |
| 2013–2014   | Wspaniałe stulecie          | Muhteşem Yüzyı           | Książę Bajazyd             |
| 2013        | Wszystko dobrze?            | Tamam mıyız?             | İhsan                      |
| 2014        | Już wkrótce                 | Pek Yakında              | Mahmut                     |
| 2015        | Piękna historia życia Maral | Maral En Güzel Hikayem   | Sarp                       |
| 2016–2017   | Wtajemniczony               | İçerde                   | Umut Yılmaz / Mert Karadağ |
| 2017-2020   | Dół                         | Çukur                    | Yamaç Koçovalı             |
| 2017        |                             | Martilarin Efendisi      | kierowca taksówki          |
| 2019        |                             | Çarpisma                 | Yamaç Koçovali             |
| 2019        | Cud w celi nr 7             | Yedinci Kogustaki Mucize | Memo                       |

Legenda:

    – film

## Nagrody i nominacje
| Rok  | Nagroda                      | Kategoria                                                       | Tytuł                      | Rezultat |
| ---- | ---------------------------- | --------------------------------------------------------------- | -------------------------- | -------- |
| 2011 | Festiwal Filmowy w Antalyi   | Najlepszy aktor drugoplanowy występujący w serialu dramatycznym | Kiedyś nadejdzie taki czas | Wygrana  |
| 2011 | Nagrody Telewizji Dizisi.com | Najlepszy aktor drugoplanowy                                    | Kiedyś nadejdzie taki czas | Wygrana  |